# OCZ Storage Solutions
OCZ Storage Solutions – amerykańskie przedsiębiorstwo informatyczne będące marką dysków półprzewodnikowych Toshiba Corporation.

## Historia
Przedsiębiorstwo powstało w 2002 roku w San Jose, w stanie Kalifornia. Przedsiębiorstwo zajmowało się produkcją płyt głównych dla komputerów PC, stacji roboczych, serwerów, zasilaczy oraz dysków twardych.
W listopadzie 2013 roku przedsiębiorstwo ogłosiło upadłość. 2 grudnia 2013 przedsiębiorstwo ogłosiło, że Toshiba Corporation zobowiązała się do zakupu niemal wszystkich aktywów przedsiębiorstwa za 35 milionów USD. 21 stycznia 2014 przedsiębiorstwo stało się częścią Toshiba Corporation.